# Мелкий (залив)
Залив Ме́лкий — залив на северо-западе Тихого океана, вдаётся в южную часть острова Кунашир Большой Курильской гряды.

## География
Омывает южный берег Кунашира. Находится на северо-западе залива Измены, от которого отделён мысом Палтусов, названным в связи с районом преимущественного лова рыбы палтус. Южнее мыса располагается отмель Палтусова, названная по близко расположенному мысу решением исполкома Сахалинского областного Совета депутатов трудящихся № 1175 от 9 декабря 1952 года. Северо-восточнее залива — упразднённый посёлок Палтусово с пристанью и рыбопромышленным комплексом. За мысом — пролив Измены, отделяющий залив Измены от японского полуострова Ноцуке.
На акватории залива Измены ветвь Кунаширского течения формирует два макроциркуляционных потока, один из которых — циклонический — представляет собой круговое течение, проникающее в залив в его центральной части и поворачивающее к мысу Палтусов.